# Zuko Džumhur
Zulfikar Zuko Džumhur (Konjic, 24. rujna 1920. − Herceg Novi, 29. studenog 1989.) bosanskohercegovački putopisac, slikar i karikaturist bošnjačkog podrijetla.

## Životopis
Potječe iz stare ugledne ulemanske obitelji. Otac mu je Abduselam Džumhur i majka Vasvija rođena Tufo. Osnovnu školu i nižu gimnaziju završio je u Beogradu, gdje mu je otac radio kao imam, a višu gimnaziju u Sarajevu 1939. godine. 
Započeo je studirati pravo, ali je prešao na likovnu akademiju i završio je u klasi Petra Dobrovića. Prve crteže je objavio u Narodnoj armiji 1947., a od tada surađuje kao karikaturist i ilustrator u "Ježu", "Borbi", "Vetrenjači", "Politici", "Oslobođenju", reviji "Danas", "NIN"-u kao stalni suradnik i urednik. Objavio je više od 10.000 karikatura.
Napisao je scenarije za više kratkih filmova i tri za igrane filmove. Uradio je 35 scenografija za kazalište, a posljednjih deset godina radio je na sarajevskoj televiziji kao pisac scenarija i voditelj serija emisije Hodoljublje. Zajedno s Momom Kaporom je autor knjige "Zelena čoja Montenegra".
U Beogradu 1970-ih, Džumhur i drugi umjetnici često su posjećivali boemski dio grada Skadarliju. Zuko je s još nekoliko umjetnika bio zadužen za renoviranje kavane Tri šešira, popularnog mjesta okupljanja boema.
Umro je u Herceg Novom, a ukopan u rodnom Konjicu 29. studenog 1989. godine.

## Djela
- Nekrolog jednoj čaršiji (Sarajevo, 1958)
- Pisma iz Azije (Mostar, 1973)
- Hodoljublja (Zagreb, 1982)
- Putovanja bijelom lađom (Sarajevo, 1982)
- Pisma iz Afrike i Evrope (Sarajevo, 1991)
- Stogodišnje priče (Sarajevo, 1991)
- Adakale (Sarajevo, 1991)
- Izabrana djela (Sarajevo, 1991)
- Putopisi (Sarajevo, 1997)

## Vanjske poveznice
- Zuko Džumhur